# Maguny (gmina)
Gmina Maguny (lit. Magūnų seniūnija) – gmina w rejonie święciańskim okręgu wileńskiego na Litwie. 81% mieszkańców stanowią Polacy.
Ośrodek gminy Maguny (300 mieszkańców). Na terenie gminy jest 35 wsi i osiedli, największe z nich: Preny mają 414 mieszkańców. Położenie w wielkim zakolu Wilii i naturalne granice gminy przebiegające na południu i zachodzie wzdłuż tej rzeki i jej dopływu Żejmiany oraz oddzielenie od północy przez pas lasów i błot powodowało, że więcej związków rodzinnych i gospodarczych mieszkańcy utrzymywali z położonymi na wschodzie, za obecną granicą z Białorusią, którą wyznaczono wzdłuż prawego dopływu Wilii rzeczki Bołoszanki, obszarami zamieszkanymi także przez polską ludność. Dziś te kontakty są utrudnione.
Piękna okolica pełna borów sosnowych pokrywających morenowe wzgórza, wśród których znajduje się kilka niewielkich jezior (Jezioro Stawiszcze), a na południu zakola Wilii.

## Infrastruktura
Jedyna w rejonie święciańskim szkoła podstawowa z językiem polskim (zamknięta w sierpniu 2014 r., w ramach litewskiej akcji tzw. "optymizacji" szkół, uczniowie zostali przeniesieni do innych placówek oświatowych), biblioteka, Dom Kultury.

## Przedsiębiorczość lokalna
Rolnictwo i leśnictwo, usługi świadczone dla mieszkańców.